# Dianxi Xiaoge
Dianxi Xiaoge (chinesisch: 滇西小哥; wörtlich übersetzt: „Kleiner Bruder in West-Yunnan“; geboren 1990) ist eine chinesische Food-Vloggerin und YouTuberin. Ihr richtiger Name ist Dong Meihua (vereinfachtes Chinesisch: 董梅华; traditionelles Chinesisch: 董梅華), und sie trägt die Spitznamen Penji (vereinfachtes Chinesisch: 盆鸡; traditionelles Chinesisch: 盆雞; wörtlich: „Eimerhuhn“) und Apenjie (chinesisch: 阿盆姐; wörtlich: „Eimerschwester“). Im Jahr 2020 hatte sie ungefähr 16 Millionen Abonnenten auf all ihren Plattformen, darunter Sina Weibo, YouTube, Douyin und Facebook, und ihre Videos erhielten jeweils ungefähr 20 Millionen Aufrufe. Ihr Weibo gehörte im Jahr 2020 zu den 10 am häufigsten abonnierten unabhängigen Konten.

## Leben

### Wohnort
Dianxi Xiaoge lebt auf einer Familienfarm in einem kleinen Berg im Westen der Stadt Youwang im Landkreis Shidian. Ihr Dorf, in dem 140 Familien leben, liegt etwa eine Stunde Busfahrt vom Flughafen Baoshan Yunrui entfernt. Sie lebt etwa 30 Autominuten von der Stadt entfernt in den abgelegenen Bergen, wo Häuser wie ihres am Hang gebaut werden.

### Kindheit und Jugend
Im Chinesischen steht ihr Name „Dian“ für Yunnan und „Xi“ für „Westen“. Sie nahm den Satz als Teil ihres Online-Namens auf, da sie im westlichen Teil von Yunnan lebt. „Xiaoge“ bedeutet im Chinesischen „kleiner Bruder“. Obwohl sie eine Frau ist, nennt sie sich so, da sie als Kind ein Wildfang war. Seit etwa 2016 verwendet sie Dianxi Xiaoge als ihren Online-Namen. Die Tradition ihres Dorfes ist, dass die Familie der Mutter sie besucht, wenn ein Baby geboren wird. Das Neugeborene wird nach dem benannt, was die Familie mitbringt. Die Großmutter mütterlicherseits von Dianxi Xiaoge brachte einen Eimer zum Putzen und ein Huhn mit, weshalb sie den Spitznamen „Penji“ oder „Eimerhuhn“ erhielt.
Ihr Vater ist Dong Chaoyu. Sie hat eine jüngere Schwester und einen jüngeren Bruder, Xiaohao. Es war zu schwierig für ihre Familie, sich nur von der Landwirtschaft zu ernähren, da die Berge steil und das Land karg war. Ihre Mutter kochte gern und betonte gegenüber Dianxi Xiaoge, dass Dorfmädchen kochen können sollten, deshalb kochten Dianxi Xiaoge und ihre Schwester schon in jungen Jahren viel Essen. Ihre Eltern zogen sie und ihre Schwester in einem traditionellen Haushalt auf, um sie darauf vorzubereiten, Hausarbeiten zu erledigen, wenn sie ihre eigenen Familien haben.

### Karriere
Dianxi Xiaoge besuchte das Sichuan Police College. Sie nahm an Rettungsbemühungen während des Erdrutsches vom 14. August 2010 in Yingxiu im Landkreis Wenchuan teil. Die Stadtregierung von Luzhou und der Stadtbezirk Jiangyang der Stadt Luzhou verliehen ihr 2012 Auszeichnung für ihr mutiges Handeln, das sie auch bei einem Busunglück zeigte. In diesem Jahr verlieh ihr das Komitee der Provinz Sichuan des Kommunistischer Jugendverband Chinas die Auszeichnung „Herausragendes Mitglied der Kommunistischen Jugendverbands der Provinz Sichuan“.  Dianxi Xiaoge machte 2012 ihren Abschluss am Sichuan Police College, dann sicherte sie sich eine Marketingstelle bei einem Internet-Startup-Unternehmen, wo sie über vier Jahre arbeitete. Danach hatte sie verschiedene Jobs. Ihr Ziel war es, ein Haus in Chongqing zu kaufen und mit ihren Eltern in das Haus zu ziehen, um mit ihnen zusammenzuleben zu können. Nachdem sie erfuhr, dass ihr Vater krank geworden war, kehrte Dianxi Xiaoge 2016 in den Landkreis Shidian auf den Berg zurück, nachdem sie acht Jahre wegen Schule und Arbeit abwesend gewesen war.
Sie fing an, lokale Spezialitäten online zu verkaufen, beispielsweise in den Bergen geerntete Früchte und braunen Zucker aus Yunnan. Um ihren Umsatz zu steigern, postete sie ab 2016 ihre eigenen Kurzvideos. Dianxi Xiaoge hatte schon immer gerne gekocht, also begann sie, Kochvideos zu drehen. Sie begann 2016, ihre Videos bei Xigua Video hochzuladen, und hatte zu diesem Zeitpunkt noch keine Erfahrung mit Filmen von Videos und der Videobearbeitung. Das erste Video, das sie hochlud, hatte sie mit ihrem Handy gefilmt und es zeigt, wie sie durch einen Bambuswald läuft. Sie zeigte den Zuschauern, wie man Bambus hackt und Bambuswürmer (Omphisa fuscidentalis) findet, die sie später frittierte. Die 25 Zuschauerkommentare, die Dianxi Xiaoge erhielt, äußerten sich kritisch zu ihren „Fresswanzen“, und sie stieß zu Beginn ihrer Karriere als Webvideoproduzentin auf Schwierigkeiten.  Sie verbrauchte all ihre Ersparnisse und machte Kreditkartenschulden, um Materialien für die Erstellung von Videos zu kaufen.  Ihre anfängliche Arbeit generierte nur  eine geringe Zuschauerzahl und keinen Gewinn, was dazu führte, dass sie entmutigt war, als sie sich mit anderen  Webvideoproduzenten verglich. Sie machte weiter Videos und legte den Schwerpunkt auf die friedliche, ländliche Lebensweise.  In einem Jahr hatte sie ihre Abonnentenzahl auf 100.000 erhöht.
Dianxi Xiaoge unterzeichnete 2017 eine Vereinbarung, durch das von Papi Jiang gegründete Multi-Channel-Netzwerk Papitube vertreten zu werden. Innerhalb von drei Jahren wurde sie zur Vollzeit-Webvideoproduzentin, nachdem die Zuschauerzahlen gestiegen waren und sie beträchtliche Gewinne erzielte. Sie hatte ursprünglich nicht geplant, dass ein nicht-chinesisches Publikum ihre Videos sehen würde. Dianxi Xiaoge startete ihren YouTube-Kanal im August 2018 und hatte ihre Abonnentenzahl innerhalb von drei Monaten auf eine Million gesteigert. Ihr Video über das Zubereiten eines Hamburgers für ihre Großeltern, ging in China und außerhalb des Landes viral, was ihr viel Aufmerksamkeit einbrachte. Ihre Großeltern, die ihr ganzes Leben im Dorf verbracht hatten, hatten zuvor keine Hamburger gegessen, die sie als westliches Gericht betrachteten. Nachdem sie zunächst die Kamera ihres Handys zum Filmen von Videos verwendet hatte, wechselte sie zu einer Sony Alpha 7-Kamera.
Einige chinesische Studenten aus Übersee lieferten 2018 übersetzte Untertitel in zahlreichen Sprachen für die Videos von Dianxi Xiaoge, wodurch ihre Fangemeinde erheblich wuchs. Sie hielt einen Vortrag an der University of Oxford, nachdem sie eine Einladung von Baidus Baijiahao erhalten hatte, im Dezember 2019 vor chinesischen Studenten über ihr Leben in Yunnan zu sprechen. Die Southern Metropolis Daily sagte 2019, dass Dianxi Xiaoge zusammen mit MsYeah und Li Ziqi die einzigen chinesischen Internet-Prominenten seien, die „im Ausland wirklich erfolgreich populär geworden sind und gutes Geld verdient haben“. Dianxi Xiaoge erhielt beim Weibo Celebrity Festival 2019 drei Auszeichnungen: „Annual Video Celebrity“ (Chinesisch: 年度视频红人), „Promoted Celebrity“ (Chinesisch: 带货红人) und „Top Ten Influential Food V“ (Chinesisch: 十大影响力美食大V). Die Yunnan Jungunternehmervereinigung (chinesisch: 云南省青年创业协会) ernannte sie zur Botschafterin für öffentliche Wohlfahrt.
Am 8. Januar 2020 ernannte das Kultur- und Tourismusbüro von Baoshan (Chinesisch: 保山市文化和旅游局) Dianxi Xiaoge zum „Botschafter für Kultur- und Tourismusförderung von Baoshan“. Die South China Morning Post listete sie als eine von „9 chinesischen Frauen auf, die 2020 einen großen Unterschied gemacht haben“, indem sie die Hindernisse überwand, die die COVID-19-Pandemie für Frauen verursacht hatte. Im Jahr 2021 wurde Dianxi Xiaoge von der lokalen Regierung zur Botschafterin für die Förderung des Kulturtourismus in Baoshan befördert.

## Videos
Dianxi Xiaoge lädt wöchentlich mittwochs Videos hoch. Sie macht Videos von Lebensmitteln aus Yunnan mit Produkten, die sie selbst gepflanzt, geerntet und aufgezogen hat. Ihre Videos zeigen den gesamten Prozess, wie Lebensmittel von den Feldern auf ihren Esstisch gelangen. Einige ihrer Videos zeigen Yunnan-Gerichte, die sie schon gegessen, aber noch nie zuvor gekocht hat. Sorgfältig und sich auf die Anweisungen der Dorfältesten verlassend, bereitete sie diese Gerichte zum ersten Mal für ihre Videos zu. Ein zehnminütiges Video, das mühelos wirkt, kann einen ganzen Tag oder eine Woche Vorbereitungszeit und über zehn Stunden Drehzeit erfordern. Am Ende ihrer Videos ist ihre Familie beim gemeinsamen Abendessen zu sehen, das von ihr gekocht wurde.
Dianxi Xiaoge zeigt ihren Hund, einen männlichen Alaskan Malamute namens Dawang (chinesisch: 大王; lit. „Big King“), in zahlreichen Videos. Schwanzwedelnd wird Dawang gezeigt, wie er Dianxi Xiaoge folgt, wenn sie zum Beispiel in die Berge hinaufgeht.
Ihr meistgesehenes Video „Hast du Schweinefleisch mit Schweineschmalz probiert, es ist saftig, aber nicht fettig“ (Chinesisch: 炼猪油、炸油底肉，提前准备过年菜), das bis Ende 2019 über 28 Millionen Aufrufe erhielt, ist über die Zubereitung eines Gerichtes  für das chinesische Neujahrsfest.
Dianxi Xiaoge hat keine professionellen Kameraleute oder Filmeditoren. Sie und ihre Schwester bilden ihr Filmteam. Sie stellte niemanden ein, da es für Menschen in der Kreativbranche schwierig ist, ihren Lebensunterhalt in dem abgelegenen Baoshan zu verdienen. Im Jahr 2020 hatte sie auf allen ihren Plattformen etwa 16 Millionen Abonnenten und ihre Videos wurden jeweils etwa 20 Millionen Mal angesehen. Anfang 2020 hatte sie 3,28 Millionen Abonnenten bei Sina Weibo, 3,88 Millionen Abonnenten bei YouTube und 1,43 Millionen Abonnenten bei Douyin (chinesische Ausgabe von TikTok)  und 540.000 Follower bei Facebook. Ihr Weibo-Kanal gehörte in diesem Jahr zu den zehn am häufigsten abonnierten unabhängigen Kanälen.

## Rezeption
Dianxi Xiaoge zeige den lokalen Stil der ethnischen Minderheit der Dai in Yunnan. Sie filmt ein friedliches und einfaches Leben auf dem Land, nach dem sich ihre Zuschauer sehnen, aber nicht in der Lage sind, es selbst zu erleben, fand The Paper.  Jed Gregorio vom Philippine Daily Inquirer fand die Videos von Dianxi Xiaoge „makellos produziert, mit einer minimalistischen Ästhetik“. Er schrieb: „Dieser Aspekt ihrer Videos ist hypnotisierend; die ASMR-Geräusche von frischem, knackigem Gemüse, das sanfte Plätschern von klarem Wasser und das Rascheln von Blättern in der spürbar kühlen Bergbrise wirken Wunder auf meinen Serotoninspiegel." Amanda Yeo von Mashable sagte, ihre "wunderschönen Videos fühlen sich gemütlicher und rauer an, wie eine herzliche Freundin, die Sie zu sich nach Hause einlädt, um eine hausgemachte Mahlzeit zu teilen". Ihre Videos „zeigen den pastoralen Stil der Natur, den poetischen und künstlerischen Charme des harmonischen Zusammenlebens zwischen Mensch und Natur“, so Voice of America. Sie bieten Stadtbewohnern einen vorübergehenden Zufluchtsort vor geschäftigen Städten. Renmin Ribao lobte Dianxi Xiaoge: "Die Menschen waren erstaunt über die geschickten Hände, die das Leben in dem Bergdorf so poetisch und malerisch gemacht haben." "eine Flucht aus der Realität des Lebens".  Ruth Gebreyesus von KQED Inc. stimmte zu und nannte ihre Videos „ebenso ein visuelles Vergnügen wie ein klangliches Fest“ und sagte, dass „ihr ländliches Leben in Yunnan eine Episode nach der anderen eine Pause von der Realität der Quarantäne und des Stadtlebens ist“.  Clarissa Wei vom Verlag Goldthread der South China Morning Post stellte fest, dass Baoshan, die Stadt, in der Dianxi Xiaofei lebt, „in einem weniger touristischen Teil der Provinz“ liegt, „ihren Videos einen zusätzlichen Hauch von Authentizität verleiht“.  Julia Pierrepont III schrieb für die chinesische Nachrichtenagentur Xinhua, dass „im Gegensatz zu den meisten anderen ländlichen Bloggern, die sich auf einen authentischeren Amateurstil der Kameraführung verlassen“, Dianxi Xiaoge „auf hochstilisierte, künstlerische und professionelle Kinematografie spezialisiert ist“.
Xinhua und das 2021 erschienene Buch The Future of Global Retail, verfasst von Winter Nie et al. verglichen Dianxi Xiaoge mit der Lebensmittel-Vloggerin Li Ziqi. Beide Frauen haben zahlreiche Follower, die nicht aus China stammen, und haben ein identisches Geschäftsmodell. Wie Li Ziqi lädt Dianxi Xiaoge Videos auf YouTube hoch und verkauft die in ihren Videos abgebildeten Kochartikel über die Online-Shopping-Plattform Taobao. Während Dianxi Xiaoge ehrliche Videos hat, in denen die Personen im Hintergrund nicht zu wissen scheinen, dass sie Teil des Videos sind, sehen Li Ziqis Videos „traumhaft“ aus und scheinen fast zu perfekt gedreht zu sein.“ Dianxi Xiaoge verwendet zum Zubereiten von Geschirr einen Stahleimer, etwas, das andere Familien im Land verwenden würden, während Li einen „Antikholzeimer“ hat, der aus einem Haus stammen könnte, das von einem Innenarchitekten eingerichtet wurde. Dianxi Xiaoge wirkt wie „das Mädchen von nebenan, warmherzig, gesprächig und lässig“, die „einfache und interessante Gerichte“ zubereitet, die aus der Ernte ihres Dorfes stammen. Nie sagte, dass „beide ein ruhiges Hirtenleben mit wunderbarem Essen und verlockenden Gerichten darstellen“ und „erfolgreiche Unternehmer sind, die unsere Träume vom einfachen Leben nutzen, aber auch unsere Wünsche erfüllen für Qualitätsprodukte und Sinneserlebnisse".
Während die Menschen in der Stadt gehetzt und angespannt und damit von der Kommerzialisierung betroffen sind, sind die Dorfbewohner die letzten Bastionen des Anti-Konsumismus. Yu Zhou von Voice of America sagte, dass ihre Videos Beispiele für Anti-Konsumismus und Anti-Kommerzialisierung seien, da sie alles von Hand und zu Hause mache. In einem Video vom 22. März 2019 kochte Dianxi Xiaoge fünf Gerichte mit Rosen und enthüllte, dass sie Rosenkuchen bewarb, die mit ihrem Namen gekennzeichnet waren und zum ersten Mal auf ihrer E-Commerce-Website verkauft würden. Um zu betonen, dass die Lebensmittel schnell geliefert und neu produziert werden, zeigt die Verpackung neben einem Vogel-Blumen-Gemälde Fotos eines Flugzeugs und eines Kontrollturms. Laut Yu „ist dies kein Selbstverrat“, denn um die Aufmerksamkeit auf den lokalen Stil Yunnans zu lenken, ist es unerlässlich, moderne Technologien wie Flugzeuge und schnelle Lieferungen einzusetzen. Dianxi Xiaoge hat ein Video erstellt, in dem sie zeigt, wie sie einen Tofuhaut-Snack zusammenstellt. Auf ihrer E-Commerce-Website debütierte sie innerhalb von zwei Tagen nach Veröffentlichung des Videos mit ihrer Marken-Delikatesse aus Tofuhaut. Sie betonte in ihrem Video, dass große Fabriken ihre Technik zur Herstellung der Delikatesse nicht reproduzieren konnten, da sie akribische Schritte durchlief, um natürliche Sojabohnen und Wasser als einzige Zutaten der Tofuhaut zu beschaffen. Sie erklärte, dass die Delikatesse es den Verbrauchern ermögliche, „die Menschlichkeit von Yunnan zu schmecken“, erklärte sie, dass dies den höheren Preis des Produkts rechtfertige. Dianxi Xiaoges „hausgemachte“ und „Bio“-Markenartikel ziehen Verbraucher an, die etwas „Einzigartiges“ und „Echtes“ wollen. Li bemerkte, dass „die bloße Geste der Antikommerzialisierung nur durch die Kommerzialisierung ihrer digitalen Produktionen verwirklicht werden kann“ und Dianxi Xiaoge und die Verbraucher „keine andere Wahl haben, als auf den Konsumismus zur Antikommerzialisierung zurückzugreifen“.
Isobel Cockerell von Coda Media sagte, die Präsenz und Popularität von Dianxi Xiaoge auf YouTube trotz der Zensur von YouTube in China deutet darauf hin, dass sie implizit von der Regierung unterstützt wird.
Laut Southern Metropolis Daily im Jahr 2019 sind Dianxi Xiaoge Ms Yeah und Li Ziqi die einzigen chinesischen Internetstars, die internationale Bekanntheit erlangt haben.